# Лизон (Венеција)
Лизон (итал. Lison) је насеље у Италији у округу Венеција, региону Венето.
Према процени из 2011. у насељу је живело 209 становника. Насеље се налази на надморској висини од 3 м.